# Elysius barnesi
Elysius barnesi är en fjärilsart som beskrevs av William Schaus 1904. Elysius barnesi ingår i släktet Elysius och familjen björnspinnare. Inga underarter finns listade i Catalogue of Life.